# Terryl Whitlatch

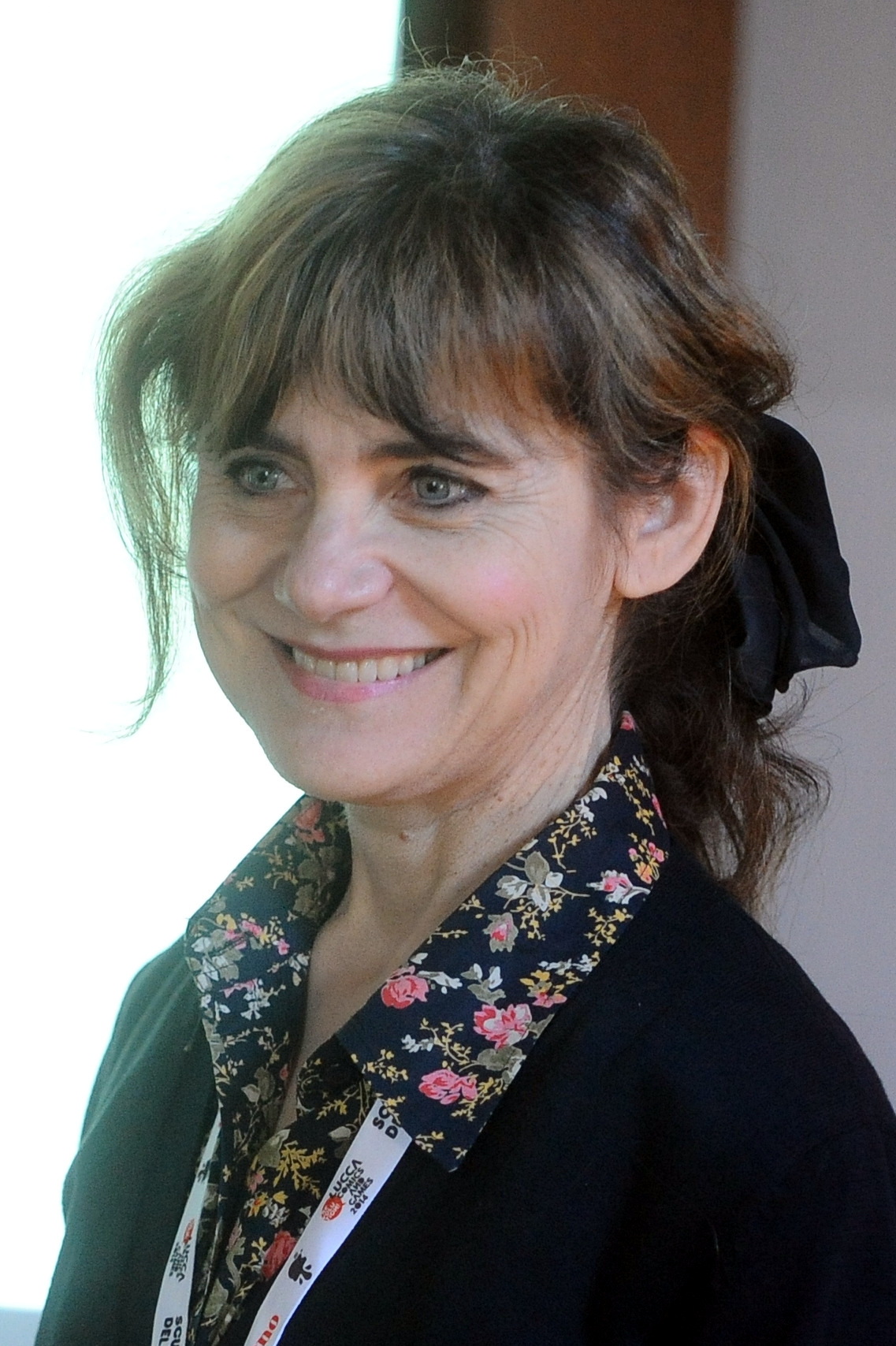
Terryl Whitlatch en Lucca Comics & Games 2014.

Terryl Anne Whitlatch (nacida en 1960 en Oakland, California) es una ilustradora estadounidense con formación científica y académica, conocida por sus diseños de criaturas para Lucasfilm y sus ilustraciones en el libro The Katurran Odyssey, entre otros. 
Whitlatch creció en East Bay, en el área de San Francisco. Su madre era ilustradora y su padre era biólogo.  Estudió zoología en la Universidad Estatal de Sonoma y luego se transfirió a la Academia de Arte de la Universidad de San Francisco, donde finalmente se graduó.

## Películas
Whitlatch ha trabajado con muchos estudios y casas de efectos importantes como diseñadora conceptual y de criaturas. Entre sus clientes se incluyen Industrial Light and Magic, Lucasfilm Ltd., Pixar, Walt Disney Feature Animation, PDI, Entertainment Arts, LucasArts, Chronicle Books y varios zoológicos y museos de historia natural.
Whitlatch fue la principal diseñadora de criaturas del Episodio I de Star Wars￼. Ella diseñó la mayoría de los personajes y criaturas alienígenas, desde el concepto hasta las anatomías y estilizaciones. Algunos de los personajes importantes incluyen a Jar Jar Binks, Sebulba, los corredores de vainas, los monstruos submarinos de Naboo y las criaturas del pantano de Naboo. También trabajó estrechamente con George Lucas en el rediseño de personajes preexistentes como Jabba the Hutt y los dewbacks en las versiones remasterizadas de las películas originales de Star Wars.
Whitlatch diseñó distintos personajes que iban desde osos, alces y otros animales, además de estudios anatómicos altamente realistas y de personajes para la película Brother Bear de Disney Feature Animation. Otras películas en las que ha contribuido con trabajos conceptuales incluyen John Carter of Mars y Brave de Pixar.

## Medios de comunicación impresos
Whitlatch también crea e ilustra libros. Entre sus títulos se incluye The Wildlife of Star Wars: A Field Guide, The Katurran Odyssey, Animals Real and Imagined , Sciencie of Creature Design y Principles of Creature Design. Su trabajo también apareció en las revistas ImagineFX y Aeon.

## Trabajo educativo
Terryl Whitlatch se desempeñó como expositora internacional e instructora de Schoolism, una división de Imaginism Studios en anatomía animal y diseño de criaturas.
Whitlatch trabaja actualmente en Imagination International, Inc. como diseñadora y desarrolladora de planes de estudios de Creatures of Amalthea, un curso de diseño de criaturas en línea, así como otros libros y propiedades intelectuales sobre construcción de mundos. 